# AKM-63
AKM-63とは、共産主義政権下のハンガリーにおいて生産された、AK系のアサルトライフルである。

## 概要
第二次世界大戦後にソビエト連邦によって共産主義政権が樹立されたハンガリーは政治的にも軍事的にも東側陣営に組み込まれ、軍の兵器もソ連の兵器体系に合わせる形で整備がすすめられた。その一環としてソ連はハンガリーに対してAK-47の製造ライセンスを与え、AK-55として国産化され1957年から生産開始された。
その後、ソ連軍でプレス加工のレシーバーを採用した改良型のAKMが導入されると、ハンガリー軍もプレス加工のレシーバー導入に向け研究を開始、1963年にAKM-63として制式採用した。その際、ハンガリーはただ単にコピーするだけでなく、ガスシリンダーを覆う上部ハンドガードを廃止したうえで下部ハンドガード部分をプレス加工鋼板で制作し、フルオート連射時の制御性を確保するためにハンドガード下部に垂直前部グリップを取り付ける改良を行った。また、銃口部分にはAKMに特徴的な竹槍状のマズルブレーキも装着されていない。
当初は、銃床（ショルダーストック）、グリップ、前部グリップが乳白色のプラスチック素材で製造されたが、冬季の中央ヨーロッパではよくあるマイナス30度近い低温環境下で破損しやすいことが判明し、採用後数年で木製部品に交換された。
AKM-63は木製部品に交換されることによりハンガリー軍に使用が継続されたが、鋼板製の下部ハンドガードの加熱による火傷の発生、垂直前部グリップは標準型のAKMに比べて製造コストがかさむ上に伏射時に破損しやすく、弾倉交換時に干渉しやすいなどの欠点が判明した。このため、下部ハンドガードをソ連軍のAKMと同一形状の木製ハンドガードに再設計（上部ハンドガードも導入）し、竹槍型マズルブレーキを装着したモデルが1976年に制式採用されAMMの制式名称が与えられ（ハンガリー軍内でAK-63Fとも呼称される）、AKM-63を更新した。
なお、AKM-63以降のハンガリー製AK派生型は、ピストルグリップ下部が膨らんでいる点で他国製AKと区別できる。

## 派生型

### AK-55
AK-47のハンガリー生産モデル。

### AKS-55
AK-55の固定木製銃床を下部に折りたたむ曲銃床に変更したモデル。AKS-47にあたるモデル。

### AKN-55
AK-55のレシーバー左側面銃床基部あたりにドブテイルサイドマウントレールを追加したモデル。NSP-2やNSP-3などの暗視装置が取り付け可能。AKNにあたるモデル。

### AKNS-55
AKN-55の固定木製銃床を下部に折りたたむ曲銃床に変更したモデル。

### AKM-63
AKMをコピーし、それに独自改良を施したモデル。グリップを下部に膨らみがある独自形状のものに変更、上部ハンドガードを省略し、下部ハンドガードは金属製のものにグリップを流用したフォアグリップを追加したモデル。再装填時にフォアグリップがマガジンを邪魔することで非常にしずらいものになったため不評であった。

### AMD-65

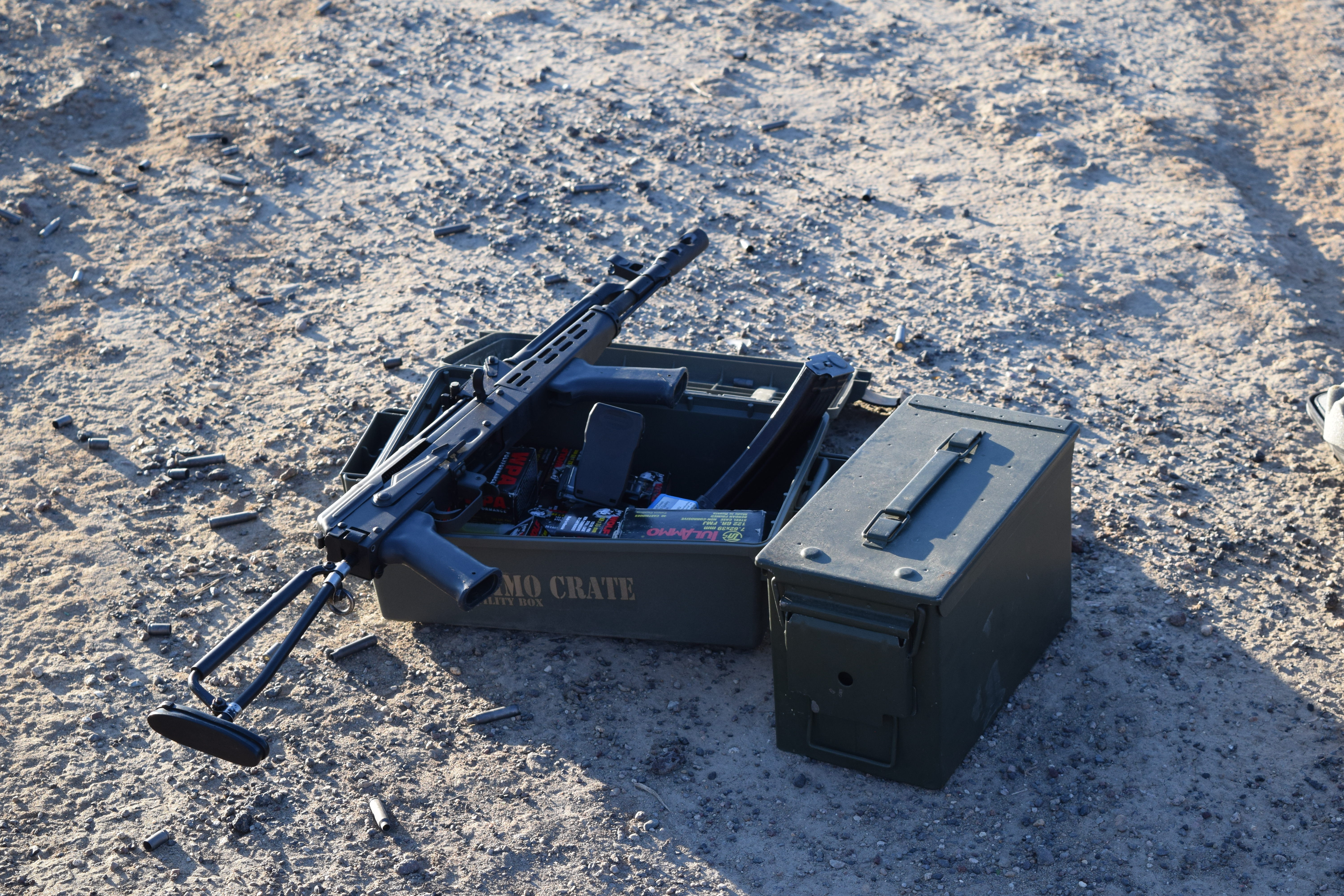
チークパッドを取り付けられたAMD-65。

AKM-63をベースに銃床を独自の右側折りたたみ銃床に変更し、グリップ、フォアグリップを黒色ポリマーで構成したモデル。銃身はガス導入部前まで短縮され、マズルには取り外し可能な左右2つずつ穴が空いたマズルブレーキを装着している。またAMD-65Mと呼ばれるピカティニーレールを備えた改良モデルが存在する。

### AMP-69
AMD-65にライフルグレネード投射機能を追加したモデル。ライフルグレネード投射時の反動を軽減するために銃床とハンドガードが可動するようになっている。またマズルブレーキがライフルグレネードを装着するための細いものになっていたり、専用の照準器が取り付け可能になっている。

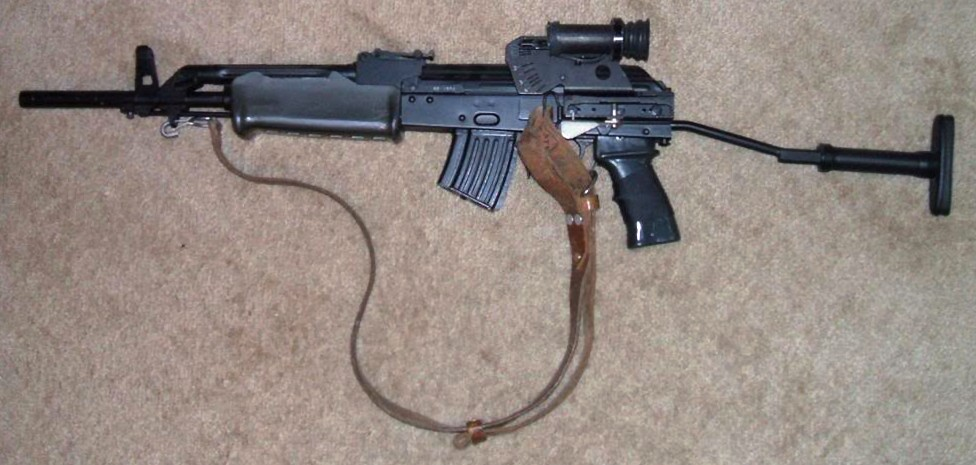
ライフルグレネード用照準器を取り付けたAMP-69。(左側面)
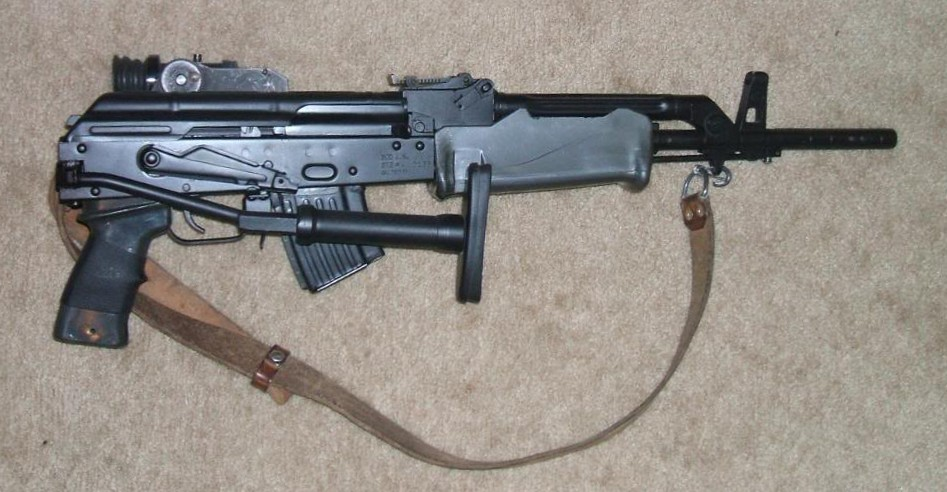
ライフルグレネード用照準器を取り付け、銃床を折り畳んだAMP-69(右側面)

## 運用国
- ハンガリー
- アフガニスタン[1]
- イラク[2]
- イラン[3]
- スロベニア[4]
- ソマリア[5]
- ベトナム[6]